# Project Gotham Racing 2
Project Gotham Racing 2 – brytyjska gra komputerowa wyprodukowana przez Bizarre Creations oraz wydana przez Microsoft Game Studios 17 listopada 2003 roku.

## Rozgrywka
Project Gotham Racing 2 jest samochodową grą wyścigową.
Akcja gry ma miejsce m.in. w Chicago, Edynburgu, Florencji i Moskwie.
Gra zawiera dwa tryby gry wieloosobowej; online w którym wiele graczy rywalizuje w wyścigach dzięki usłudze Xbox Live, drugi tryb to tryb gry na podzielonym ekranie.